# Битва на острове Сфактерия
Битва на острове Сфактерия — военная операция афинян по захвату острова Сфактерия, на котором после битвы при Пилосе укрепился спартанский гарнизон.

## Предшествующие события
Когда весть о поражении в битве при Пилосе пришла в Спарту, спартанцы поняли, что их постигло серьёзное бедствие. Кроме самого факта нахождения крупных победоносных афинских войск всего в 70 километрах от Спарты, на Сфактерии остались блокированными 420 спартанцев, освободить которых при господстве на море афинского флота не представлялось возможным.
Не желая гибели своих граждан от голода или в бою с превосходящими силами афинян, спартанцы спешно заключили с афинянами перемирие на следующих условиях:
1. Спартанцы выдают афинянам все свои корабли в Пилосе и вообще в Лаконике, приведя их к Пилосу
2. Спартанцы обязуются не нападать на укрепления афинян ни с моря, ни с суши
3. Афиняне дозволяют спартанцам доставлять своим воинам на острове провизию, однако только днём и в присутствии афинян
4. Ни один спартанский корабль не должен тайно подходить к острову
5. Афинянам запрещается высаживаться на Сфактерии и вообще нападать на спартанцев с моря и с суши
6. По окончании перемирия афиняне обязуются вернуть спартанцам все их корабли в том состоянии, в котором они их получили
7. Перемирие остаётся в силе до тех пор, пока афиняне не доставят спартанских послов в Афины и обратно
8. При малейшем нарушении условий перемирие расторгается

На этих условиях афинянам было выдано около 60 кораблей, а спартанские послы отправились в Афины. Там они предложили прекратить войну и заключить мир. Предложения спартанцев были отвергнуты из-за резких возражений вождя демократов Клеона. Группировка радикальных демократов убедила афинское Народное собрание, что пока Афинам сопутствует успех, они могут требовать и большего. Ничего не добившись, спартанские послы покинули Афины.
Несмотря на договорённость о возврате кораблей, афиняне не вернули их, сославшись на какие-то мелкие нарушения спартанцами условий перемирия. Объявив поступок афинян бесчестным, спартанцы возобновили военные действия, устраивая постоянные нападения на афинский гарнизон.
Афины возобновили осаду острова: днём их корабли постоянно крейсировали вокруг Сфактерии, ночью они стояли на якоре около острова, и только при сильном ветре афинские триеры держались в стороне. К афинской эскадре присоединились ещё двадцать кораблей, и теперь их численность достигла семидесяти.
Осада была тягостной для обеих сторон. Афиняне под Пилосом страдали из-за отсутствия питьевой воды, а стоянка для кораблей была неудобной и небезопасной. Спартанцы к тому же терпели лишения ещё и из-за нехватки продовольствия, которое им доставляли тайком на лодках и при помощи водолазов при постоянной угрозе быть схваченными афинянами.
Поскольку благодаря мужеству осаждённых осада затянулась, в Афинах поднялись тревога и растерянность. Надвигались зима и плохая погода, которые сильно затруднили бы снабжение афинян под Пилосом. К тому же афиняне начали жалеть, что не согласились на мирные предложения Спарты и обвиняли Клеона в срыве переговоров. Клеон вначале объявил, что люди, прибывшие из Пилоса, лгут о трудностях осады. Но затем, назначенный афинянами уполномоченным для инспекции, он резко поменял точку зрения, потребовал немедленно выслать помощь в Пилос и начал упрекать стратегов в нерешительности, указав при этом на Никия и заявив, что если бы командовал он, Клеон, то противник не продержался бы так долго. Никий же, поймав Клеона на слове, предложил ему самому возглавить афинские войска. Вначале не приняв слова Никия всерьёз и сгоряча согласившись, Клеон понял, в какой ситуации оказался и сразу же начал отнекиваться. Никий, призвав афинян в свидетели слов Клеона, отказался от командования. Вынужденный согласиться из-за криков злорадствующих афинян, Клеон пообещал, что возьмёт Сфактерию в течение 20 дней, используя только легковооружённых пехотинцев из числа находящихся в Афинах союзных воинов, а также четырёхсот лучников. Это заявление понравилось афинянам, которые в случае неудачи избавились бы от Клеона (на что, собственно, и рассчитывали), а в случае победы захватили бы спартанцев.
Клеон, избранный голосованием афинян стратегом, взял в помощники Демосфена и вскоре с войском отплыл из Афин.

## Ход сражения
Демосфен, воины которого терпели лишения осады, считал необходимым высадиться на Сфактерии, но опасался действий спартанской пехоты, которая, действуя на покрытом густым лесом острове, могла наносить неожиданные удары из засад и причинить десанту сильный урон. Поэтому афиняне высадились и укрепились на самом краю острова, однако какой-то афинский воин случайно поджёг лес, который полностью выгорел. Демосфен убедился, что на острове находится значительно больше врагов, чем он предполагал.
Имея возможность обозревать весь остров, Демосфен начал готовиться к бою и собирать союзников. Тогда же прибыл Клеон с подкреплениями. Объединившись, афинские военачальники предложили спартанцам сложить оружие, но те отказались сдаться. Тогда афинские гоплиты числом около восьмисот высадились в противоположных концах острова (с запада — со стороны моря, и с востока — со стороны гавани). Высадка осталась незамеченной, поскольку спартанцы на острове сочли, что афинский флот совершает обычные манёвры. Первой же атакой афиняне уничтожили сторожевой пост в 30 солдат. Затем начали высаживаться остальные, весьма значительные силы с 70 кораблей: восемьсот лучников, столько же пельтастов, мессенцы и пилосский гарнизон, кроме воинов, охранявших укрепления.
По приказу Демосфена афинское войско разделилось на отряды по двести человек и начало продвигаться вглубь острова, захватывая возвышенности и окружая спартанцев во всех сторон так, чтобы легковооружённые воины всегда находились у них в тылу. Спартанцы во главе с Эпитадом сомкнутым строем бросились в атаку, но легковооружённые афинские воины легко заходили им во фланги и в тыл, обстреливая из луков. Положение спартанцев ухудшалось с каждой минутой — со всех сторон доносились воинственные крики, летели стрелы и дротики, пепел от сгоревшего леса застилал обзор.
Спартанцы были вынуждены отступать к центру острова, неся потери убитыми и ранеными, и там в узких проходах сдерживали атаки афинян. В это время мессенский военачальник с отрядом лучников и пельтастов совершил обходной манёвр и внезапно оказался в тылу спартанцев. Подавленные появлением вражеского отряда в тылу спартанцы снова отступили к укреплениям в центре острова.
Клеон и Демосфен поняли, что если бой будет продолжаться, то все спартанцы будут перебиты, и они сочли более выгодным захватить их в плен. Поэтому они через глашатая предложили спартанцам сдаться. Уцелевшие спартанцы положили щиты на землю, приняв предложение афинян.

## Итоги сражения
Из 420 спартанцев спаслись 292, из которых 120 были спартиатами. Захват в плен спартиатов стал сенсацией среди эллинов, так как никому до этого не удавалось принудить к сдаче целое спартанское войско. Всех пленных доставили в Афины и освободили только после заключения Никиева мира. Потери афинян были незначительны, поскольку до боя гоплитов дело так и не дошло.
Так закончилась осада, продолжавшаяся 72 дня. В Пилосе остался афинский гарнизон, который пополнили мессенцы из Навпакта. Пилос стал базой, из которой мессенцы грабили и опустошали спартанские владения, а позиции Афин в этой войне сильно укрепились.